# ECall
eCall (イーコール)とは、自動車事故が発生したとき自動で緊急通報を行い、同時に事故車両の位置情報などの情報も送ることで救助活動に役立てるシステムのことである。
ACN (Automatic Collision Notification、事故自動通報システム)の一つ。
欧州委員会が検討を行い、2018年4月以降のEU内で販売される新型車にeCall搭載が義務付けられた。

## 経緯
eCallは1999年にガリレオのアプリケーションの一つとして提案された。
当初の予定は2009年にはEU内で販売される全ての自動車にeCallを搭載する予定であった。
しかしeCall導入に消極的な国が複数あることから自発的な取り組みでは普及が進まなかった。
欧州委員会とEENA (European Emergency Number Association、欧州緊急番号協会)はHeERO (Harmonised eCall European Pilot)プロジェクトを発足してeCall実現のための実地検証を行った。
検証は2011年1月から2013年12月のフェーズ1と、2013年1月から2014年10月のフェーズ2が行われ良好な結果を残した。
2015年4月、欧州議会は2018年4月以降に販売される全ての新型車両にeCallを搭載する規制法案を可決した。
eCallにより現場到着時間が都市部では40%、地方で50%短縮され、交通事故による死亡者が年間2,500人減らせることが見込まれている。
また、eCallに対応することにより自動車に通信回線が搭載されるのでコネクテッドカーの普及率の向上とともに関連するサービスの展開が期待される。
義務化にあたって車両情報をPSAP (Public Safety Answering Point、緊急通報受付センター)に送信することからプライバシーや個人情報保護に対する懸念があったが、eCallは事故の発生を契機に動作するシステムなので自動車の動きを常に監視するものではないと見解を示し理解を求めている。
またPSAPに送信される情報は事故に対処するための最低限のデータで不要になり次第削除するとしている。

## 技術背景
eCallは2G GSMおよび3G UMTSの回線交換網を使って緊急通報を行う。4G LTEおよび5G通信では回線交換網が無くなり音声通話もパケット交換網で行うため、eCallはNG-eCall (Next Generation eCall)として新たに標準化された。
eCallに対応したIVS (In Vehicle System、車載システム)はエアバッグの作動や大きな衝撃で自動車事故が発生したと判断すると欧州共通の緊急通報用電話番号である112に自動で通報を行う。
この時MSD (Minimum Set of Data、最小データセット)と呼ばれる事故車両に関する情報をPSAPに送信する。
MSDには衛星から取得した車両の位置情報、事故発生時間、車両の識別番号や移動方向などの情報が含まれ救助活動に利用される。
また、車内に設けられた専用のボタンやカーナビゲーションから手動でPSAPへ通報を行うこともできる。
PSAPと接続後はオペレータとの音声によるやり取りや、オペレータの操作による更新されたMSDの再送信などが可能である。
MSDはASN.1でエンコードされた140バイト以下のバイナリである。
eCallでは音声パスを使って送信される。
NG-eCallではSIPメッセージのボディに埋め込まれて送信されるため、より柔軟な情報の伝達が可能である。

## 各国の取り組み

### ロシア
ロシアではERA-GLONASSと言う名前で同様のシステムが2017年1月以降の新型車への搭載が義務付けられている。
これは位置情報の測位にGLONASSを使用している。
eCallとERA-GLONASSには互換性がある。

### 日本
日本では公的機関による義務化はされていないが、サードパーティーによる同様のサービスの提供が行われている。
一例として日本緊急通報サービスがヘルプネットを提供している。
このシステムを使用するには専用のカーナビゲーションの設置とサービス契約が必要となるため、車種によっては利用ができない。
2017年11月に事故自動緊急通報装置の国際基準が策定されたことを受けて2018年に国土交通省が導入のための基準を設け、
新型車は2020年1月から、既存の車種は2021年7月から適用される。
ただし、この基準は事故自動緊急通報装置を導入する場合に満たすべき基準であり、導入を義務化するものではない。

### 中国
中国ではERA-GLONASSをベースとしたシステムの導入が検討されている。義務化するかは地域によって異なる。

### アメリカ
アメリカでは公的機関による義務化はされていないが、サードパーティーによる同様のサービスの提供が行われている。
一例としてゼネラルモーターズがOnStarを提供している。

### アラブ首長国連邦
アラブ首長国連邦では2018年に2021年以降の車両モデルにeCall搭載を義務化した。

### その他
自動車部品メーカーであるボッシュは世界41カ国でPSAPのセンターを運営し、シガーソケットに装着する後付け型のeCallモジュールを提供している。
この装置によりeCall装着義務化前の車種や、eCallが制度化されていない国でもサービスを受けることができる。
二輪車に対応したものも提供している。